# Прудище (Гомельская область)
Прудище (бел. Прудзішча) — посёлок в Короватичском сельсовете Речицкого района Гомельской области Белоруссии.

## География

### Расположение
В 20 км на юго-запад от Речицы, 10 км от железнодорожной станции Демехи (на линии Гомель — Калинковичи), 70 км от Гомеля.

### Гидрография
На юге сеть мелиоративных каналов, на западе канава Ивня-Бонда.

## Транспортная сеть
Рядом автодорога Калинковичи — Гомель. Планировка состоит из короткой широтной улицы, застроенной неплотно деревянными усадьбами.

## История
Основан в начале XX века переселенцами из соседних деревень. В 1908 году урочище, в Карповичской волости Речицкого уезда Минской губернии. В 1931 году организован колхоз. 12 жителей погибли на фронтах Великой Отечественной войны. Согласно переписи 1959 года в составе колхоза «Коммунар» (центр — деревня Будка).
До 31 октября 2006 года в составе Капоровского сельсовета.

## Население

### Численность
- 2004 год — 4 хозяйства, 5 жителей.

### Динамика
- 1908 год — 1 двор, 11 жителей.
- 1930 год — 28 дворов 142 жителя.
- 1959 год — 139 жителей (согласно переписи).
- 2004 год — 4 хозяйства, 5 жителей.